# Pseudocoremia indistincta
Pseudocoremia indistincta là một loài bướm đêm trong họ Geometridae.